# Arapovita
L'arapovita és un mineral de la classe dels silicats, que pertany al grup de la steacyita. Rep el nom de YU. A. Arapov, geòleg rus i petrògraf, qui va treballar a la serralada del Turquestan.

## Característiques
L'arapovita és un ciclosilicat de fórmula química U4+(Ca,Na)₂(K1-x◻x)Si₈O20, sent x~0,5, que va ser aprovat per l'Associació Mineralògica Internacional l'any 2003. Cristal·litza en el sistema tetragonal en zones d'uns 0,3 mil·límetres en cristalls de turkestanita. La seva duresa a l'escala de Mohs es troba entre 5,5 i 6. És l'anàleg d'urani de la turkestanita.
Segons la classificació de Nickel-Strunz, l'arapovita pertany a «09.CH - Ciclosilicats amb dobles enllaços de 4[Si₄O₁₂]8-» juntament amb els següents minerals: hialotequita, kapitsaïta-(Y), iraqita-(La), steacyita i turkestanita.

## Formació i jaciments
Es troba com zones de color verd fosc en cristalls de turkestanita en llambordes a la morrena glacial Darai-Pioz, rica en fragments de roques alcalines. Sol trobar-se associada a altres minerals com: microclina, aegirina, polilitionita, stillwellita-(Ce) o turkestanita. Només se n'ha trobat al glaciar Darai-Pioz, a la serralada Tien Shan (Tajikistan).